# Svarvar, Östermark
Svarvar (fi. Horonkylä) är en by i Östermark i landskapet Södra Österbotten. Byn gränsar i nordväst till Närpes, vid den tidigare gränsen till Övermark kommun. Den ligger öster om Riksväg 8, Finland, längs stamväg 682.
I Svarvar bor 356 personer (2016). Skolan grundades 1902 och drogs in 2014.